# Nils Ramm
Nils Arvid Ramm (Stoccolma, 1º gennaio 1903 – Linköping, 8 novembre 1986) è stato un pugile svedese.

## Palmarès
- Giochi olimpici

Amsterdam 1928: argento nei pesi massimi.
- Europei

Stoccolma 1925: argento nei pesi medio-massimi.
Berlino 1927: oro nei pesi massimi